# Modelo mental
Um modelo mental é um mecanismo do pensamento mediante o qual um ser humano, ou outro animal, tenta explicar como funciona o mundo real. É um tipo de símbolo interno ou representação da realidade externa, hipotética, que tem um papel importante na  cognição. A ideia pensa-se ter sido originada por Kenneth Craik no seu livro publicado em 1943 intitulado The Nature of Explanation. Antes de Craik, Georges-Henri Luquet tinha desenvolvido esta ideia no seu livro Le dessin enfantin. Nessa obra, argumentava que as crianças constroem de forma óbvia modelos internos, uma visão que influenciou, entre outros, Jean Piaget.